# عالی‌قاپو

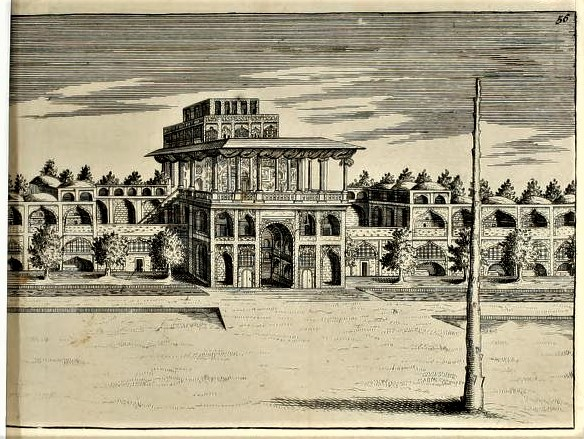
نگاره ای از کاخ عالی‌قاپو توسط سانسون

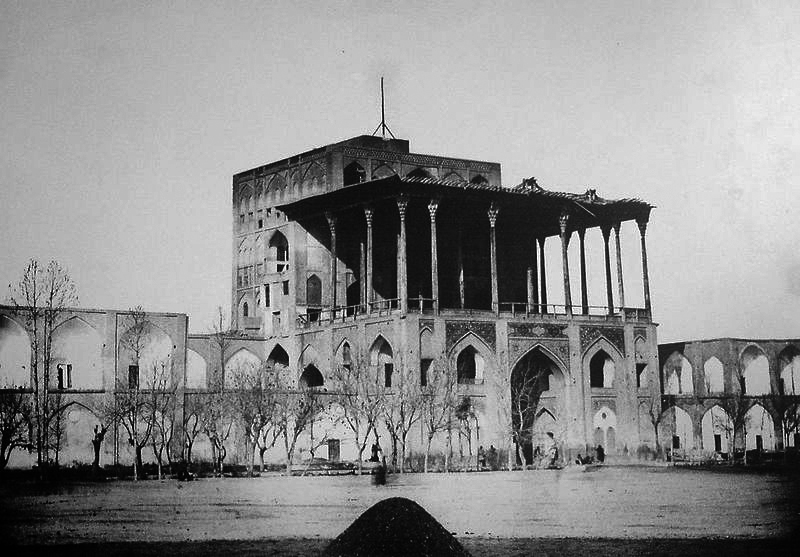
نگاره‌ای از کاخ عالی‌قاپو که در سال ۱۲۸۶ خورشیدی توسط ارنست هولتسر، جهانگرد اروپایی، گرفته شده است

کاخ عالی‌قاپو ساختمانی است که در واقع در ورودی دولتخانه صفوی بوده و در ابتدا شکلی ساده داشته، به مرور زمان و در طول سلطنت شاه عباس طبقاتی به آن افزوده شدند و در زمان شاه عباس دوم ایوان ستوندار به آن افزوده شد. این بنا در ضلع غربی میدان نقش جهان و روبروی مسجد شیخ لطف‌الله واقع شده است. ارتفاع آن ۴۸ متر است و ۶ طبقه دارد که با راه‌پله‌های مارپیچ می‌توان به آنها رسید. آنچه باعث گردیده است عالی‌قاپو در زمره آثار باشکوه و بسیار نفیس عصر صفوی قرار گیرد، مینیاتورهایی است که کار هنرمند معروف عصر صفوی رضا عباسی است و همچنین گچبری‌های آخرین طبقه کاخ عالی قاپو که تالار آن «اتاق موسیقی» یا «اتاق صوت» نیز نامیده می‌شود. شاه عباس از ایوان عالی‌قاپو چوگان‌ها و نمایش‌ها را در میدان نقش جهان تماشا می‌کرده همچنین در عالی‌قاپو به امور مملکت می‌پرداخته و قانون‌های لازم را صادر می‌کرده. از دیگر کاربرد این کاخ می‌توان به پذیرایی از مهمانان ویژه شاه اشاره کرد. یکی از ویژگی‌های خاص کاخ عالی قاپو بر پایه اصول مرایا و مناظر این است که در هر سو نمایی متفاوت دارد، به طوری که از جلوی بنا ۲ طبقه، از طرفین ۳ طبقه و از پشت ساختمان ۵ طبقه دیده می‌شود، ولی در واقع این بنا ۶ طبقه است. 

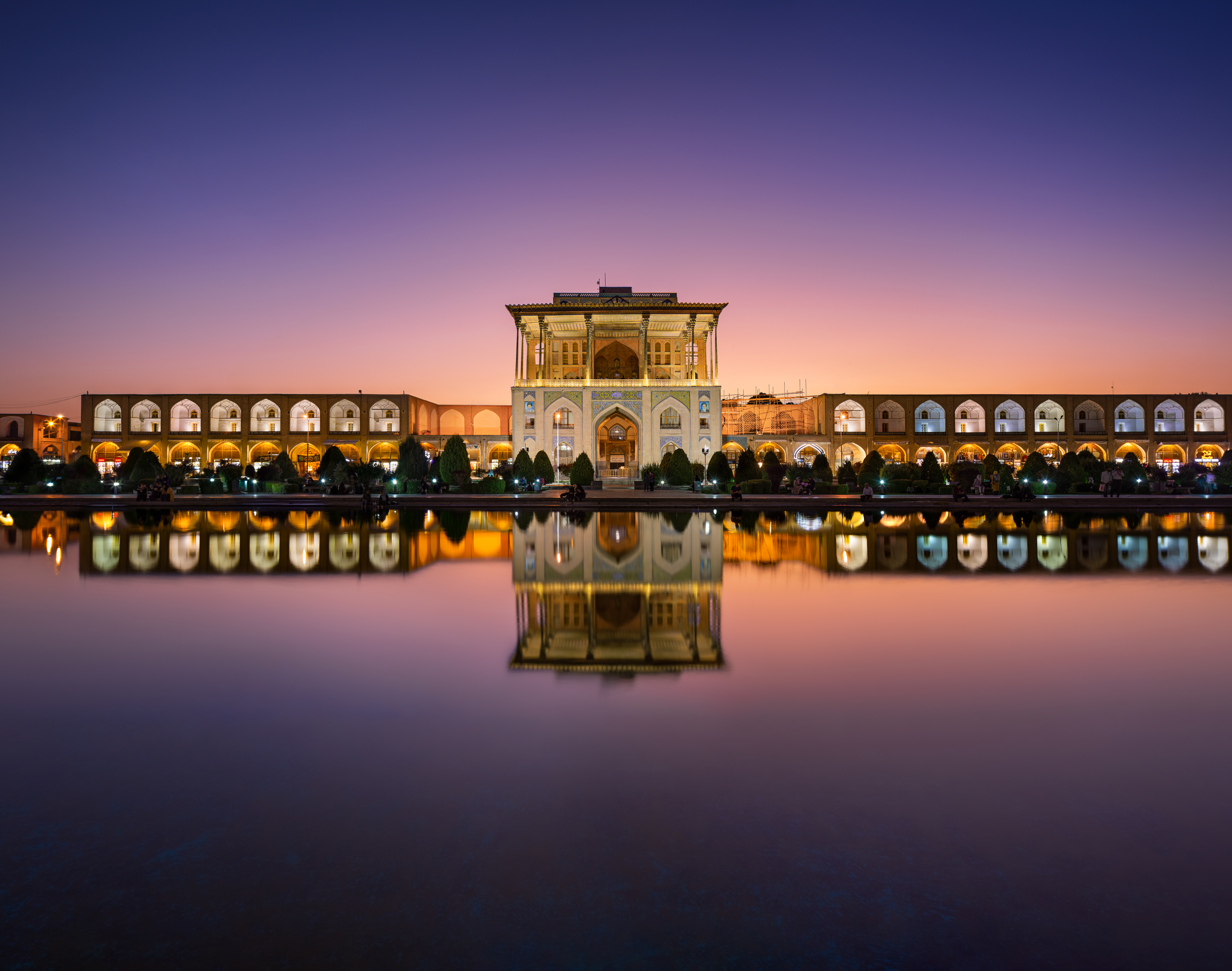
نمای خارجی عالی‌قاپو از شرق میدان نقش جهان (نزدیک به ورودی مسجد شیخ لطف‌الله)، در پیش‌زمینه حوض مرکزی میدان نقش جهان دیده می‌شود.

## نامگذاری
روایتی در میان مردم اصفهان رواج دارد که شاه عباس صفوی درب ورودی بارگاه امام اول شیعیان را از نجف به اصفهان منتقل کرد و آن را در ورودی عمارت عالی‌قاپو نصب نمود. بر این اساس اسم بنا به قداست این درب اشاره دارد. قاپو در زبان ترکی به معنای درب است و عالی‌قاپو را می‌توان درب والامقام یا درب مقدس ترجمه کرد.
ثبت ملی این اثر ۱۳۱۰ به شماره ۱۰۴ و سال ساخت آن ۱۰۵۴ قمری و۱۶۳۳ میلادی می‌باشد.
کاخ عالی‌قاپو در زمان صفویان بر شالوده بنایی که از زمان تیموریان بر جای مانده بود، ساخته شد. عمارت زمان تیموریان، هنگام انتقال پایتخت ایران از قزوین به اصفهان و پیش از تبدیل به کاخ عالی‌قاپو، به‌عنوان محل انجام کارهای دولتی برگزیده شد؛ اما به‌تدریج متحول و سرانجام به امر شاه‌عباس اول، بین ۹۷۳ تا ۹۷۷ خورشیدی، به کاخ زیبا و جالب عالی‌قاپو مبدل و به‌عنوان مقر و دولت‌خانه حکومتی سلاطین صفوی معین شد.
یک مقاله دانشگاهی در خصوص سیر مرمت در عالی‌قاپو چنین می‌نویسد: «اولین دوره مرمت عمارت عالی‌قاپو در سال 40 خورشیدی توسط گروهی از مرمت‌کاران و کارشناسانی از ایتالیا انجام شد. 12 ستون از 18 ستون عمارت عالی‌قاپو در سال 40 توسط کارشناسان ایتالیایی مرمت شد و مرمت‌کاران ایرانی طرح مرمت شش ستون دیگر را در دست داشتند. مرمت‌ها در دهه‌های گذشته همچنان ادامه داشته و در دهه 50، 70، 80 و… شاهد مرمت نقاشی‌ها (تزیینات)، برچیدن کاشی‌های طبله‌شده، درها، کف‌فرش، راه‌پله‌ها و ایوان و سقفش بودیم.»
سنگ‌فرش‌های پایین عالی‌قاپو متعلق به دهه 50 است. بالای این سنگ‌فرش‌ها ناودان‌های عالی‌قاپو قرار دارد که بر اثر بارندگی، آب باران روی سنگ‌فرش‌ها می‌ریزد. ترشحات آب به‌خصوص اگر همراه با وزش باد باشد، به دیواره عالی‌قاپو می‌خورد و دیوار آجری عالی‌قاپو، آب را درونش کشیده و رطوبتش بیشتر و بیشتر می‌شود.

## تاریخچه
کاخ عالی‌قاپو در زمان صفویان بر شالوده بنایی که از زمان تیموریان بر جای مانده بود، ساخته شد. عمارت زمان تیموریان، هنگام انتقال پایتخت ایران از قزوین به اصفهان و پیش از تبدیل به کاخ عالی قاپو، به عنوان محل انجام کارهای دولتی برگزیده شد، اما به تدریج متحول و سرانجام به امر شاه عباس اول، بین سالهای ۹۷۳ تا ۹۷۷ خورشیدی (۱۵۹۵ تا ۱۵۹۷ میلادی)، به کاخ زیبا و جالب عالی‌قاپو مبدل و بعنوان مقر و دولتخانه حکومتی سلاطین صفوی معین شد.

### مراحل ساخت بنا

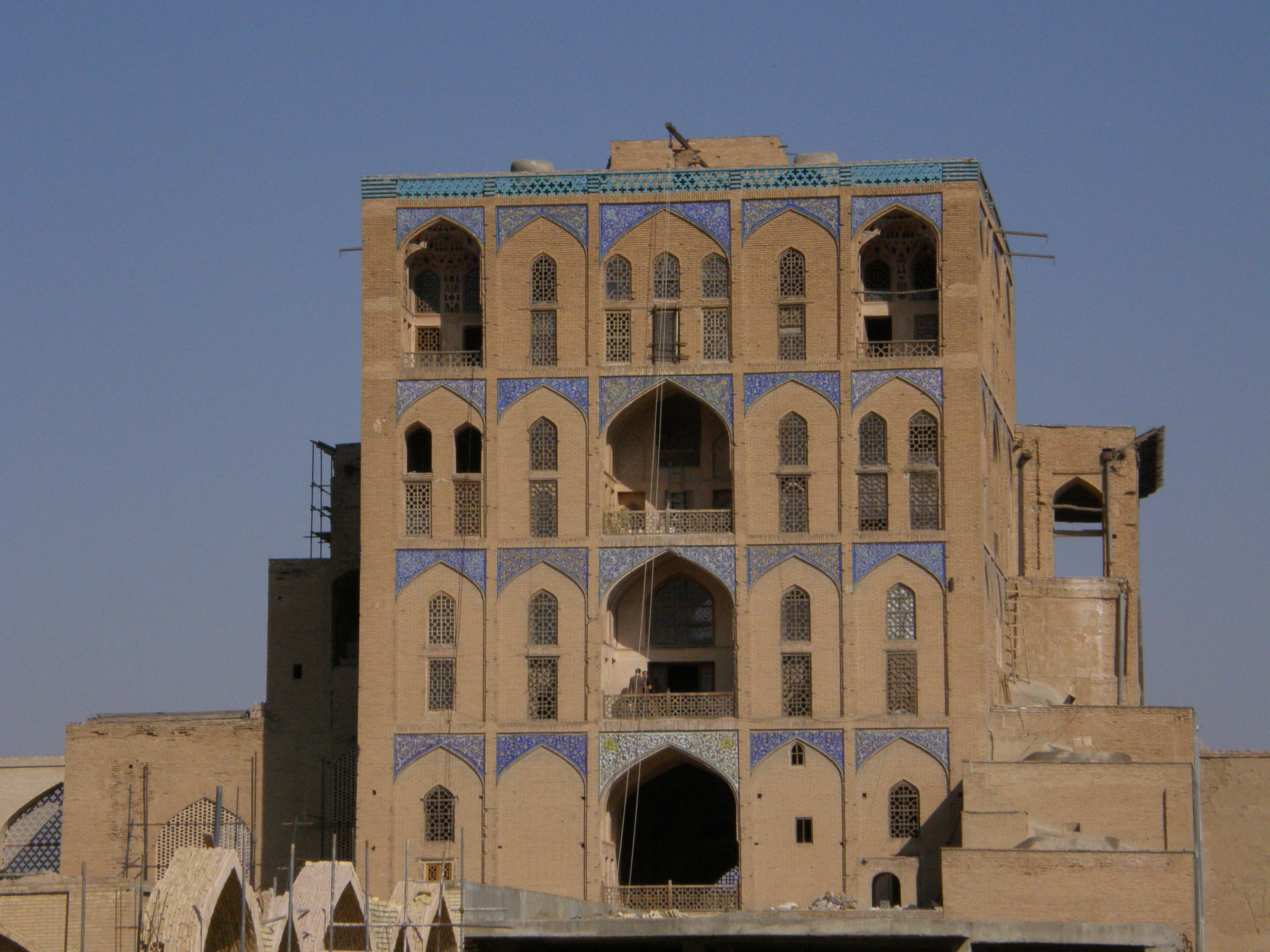
نمای پشت کاخ عالی‌قاپو

این کاخ طی ۵ مرحله ساخته شد و در زمان جانشینان شاه عباس اول به خصوص شاه عباس دوم و شاه سلیمان بین ۷۰ تا ۱۰۰ سال ادامه و تکمیل یافت. حتی به دلیل وجود کتیبه‌ای به خط نستعلیق در زمان شاه سلطان حسین آخرین پادشاه صفوی، تزئینات طبقه سوم اضافه یا مرمت شده است.
در مرحلهٔ اول ساخت، بنا تنها به عنوان ورودی سایر بناها و مجموعه کاخهای سلطنتی می‌باشد. در مرحلهٔ دوم لزوم گسترش بنا و اضافه نمودن طبقات فوقانی به دلیل گسترش پایتخت و افزایش جمعیت شهری و با اهمیت جلوه دادن مقر حکومتی احساس گردید. بدین منظور طبقات سوم و چهارم و نیم طبقه پنجم اضافه گردیدند. در مرحلهٔ سوم ساختمان برجی شکل کاخ با اضافه نمودن آخرین طبقه (معروف به سالن موسیقی) تکمیل شد. درمرحله چهارم یک ایوان به سمت میدان نقش جهان جهت افزایش طول کاخ اضافه شد و در مرحلهٔ پنجم به ایوان با فضا ایجاد شده در مرحله قبل ۱۸ ستون اضافه شد بعلاوه ایجاد پله‌های شاهی و ساخت و تکمیل سیستم آبرسانی بنا جهت انتقال آب به طبقات به خصوص حوض مسی ایوان.

### استادکاران و معماران بنا
کتیبه یا سند مستندی مبنی بر عنوان نام معمار بنا در دست نیست ولی به احتمال زیاد معمار بنا یکی از استادان و معماران معروفی چون استاد علی اکبر اصفهانی یا استاد محمدرضا ابن استاد حسین بنای اصفهانی دو معمار مشهور مسجد جامع عباسی و مسجد شیخ لطف‌الله بوده است.

## آستانه ورودی
کمپفر دربارهٔ آستانه کاخ عالی‌قاپو چنین گفته است:
کاخ عالی‌قاپو دارای آستانه‌ای است از جنس مرمر که در تکریم و اجلال پادشاه سهم عمده‌ای دارد و عابرینی که می‌خواهند بدون شرف‌یابی به خدمت شاه برسند در آنجا به زمین می‌افتند و آستانه را می‌بوسند بنابرین همه سعی می‌کنند کفششان به آستانه نخورد وگرنه نگهبان آنان کتک جانانه‌ای می‌زند.

## طبقات ششگانه

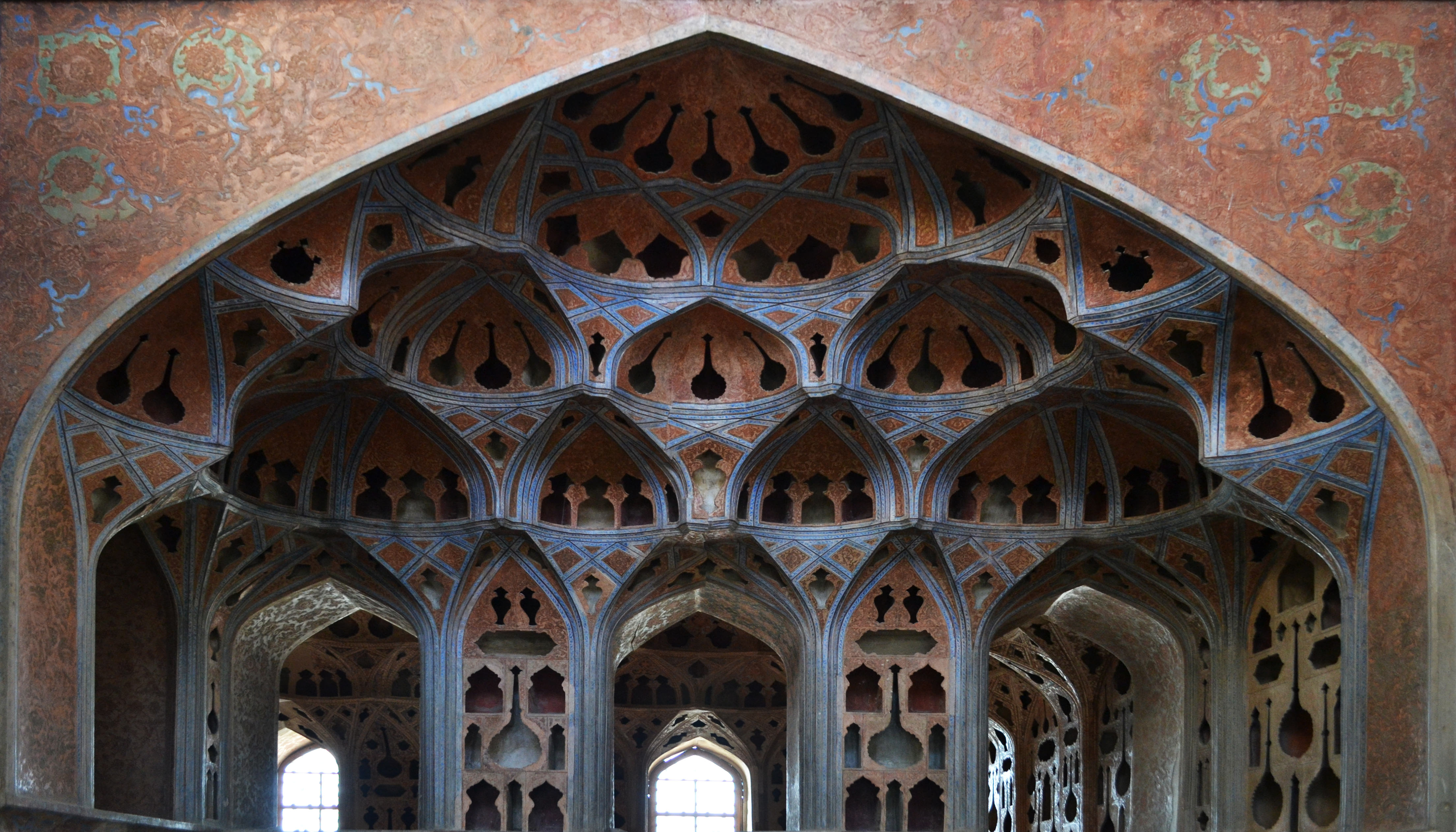
تالار موسیقی

بنای عالی‌قاپو با ارتفاعی حدود ۴۸ متر تا کف بازار بلندترین کاخ چند طبقه تا چند دهه اخیر در شهر اصفهان بوده است. به دلیل اضافات و الحاقات معماری در هر سو نمایی متفاوت دارد به طوری که از جلو بنا از میدان نقش جهان ۲ طبقه از پشت ساختمان ۵ طبقه، از طرفین بنا ۳ طبقه و با احتساب طبقه همکف بعنوان اولین طبقه، در کل ۶ طبقه می‌باشد.

## تزئینات
تزئینات خارجی بوسیله آجر که در لچکها (قسمتهای هلالی در بالای هر ورودی) بوسیله کاشی هفت رنگ و تزئینات و خطوط اسلیمی می‌باشد و تزئینات داخلی بوسیله نقوش زیبای گل و بته و شکارگاه و حیوانت و پرندگان بر روی گچ (لایه چینی و کشته بری) یا مینیاتورهای تصویری ایرانی (به سبک نقاشی‌های رضا عباسی) و خارجی (بوسیله نقاشان اروپایی که در زمان شاه سلیمان در دربار صفوی حضور داشتند به سبک نقاشی اروپایی به سبک توسط نقاشان معروفی مانند آنژل ولوکار) می‌باشد.
این تزئینات با آنکه در طول سال‌ها دچار خرابی‌هایی شده، اما بخش‌های باقیمانده حاکی از مهارت‌های به کار گرفته در آنهاست و گچ‌بری‌ها و نقاشی‌های دیوارهای عمارت نشان ذوق هنری هنرمندان این مرز و بوم است. ظل السلطان نیز به علت کینه با صفویان، کاخ‌های باشکوه بسیاری را تخریب کرد یا آنها را به مرز نابودی کشاند مانند: چهل ستون و چهل باغ. او همچنین بسیاری از تزئینات و آینه کاری‌ها و نقاشی‌های عالی قاپو را از بین برد. روی نقاشی‌ها را رنگ زد.

## پله‌ها

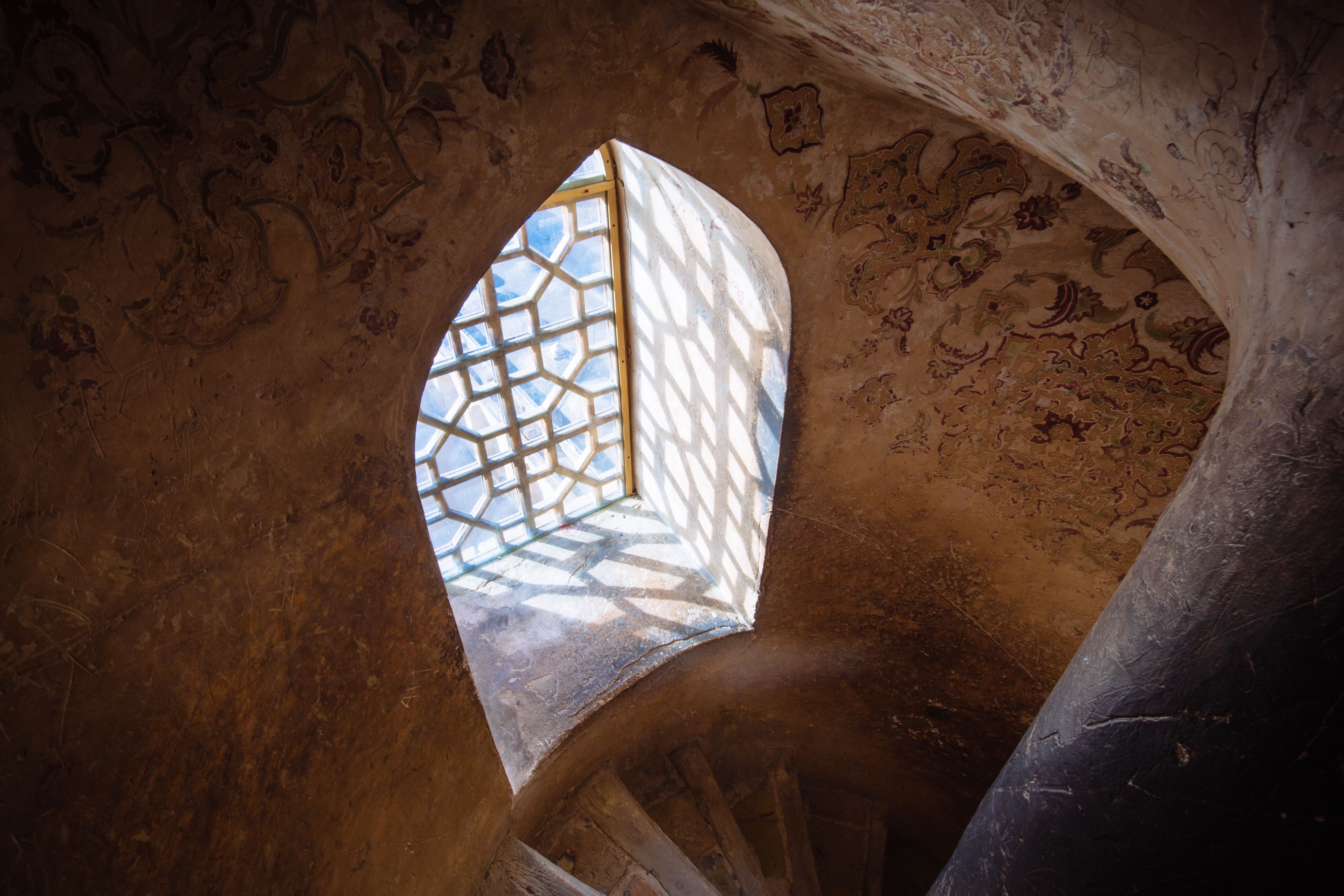
پنجره‌ای چوبی در یکی از پِله‌های مارپیچ کاخ عالی‌قاپو. نقوش گل و بُته و تزئینات هنری بر روی دیواره‌ها و سقف گچی پلکان، جلوه‌ای زیبا به نگاره بخشیده است.

این کاخ در حال حاضر دارای سه دستگاه پله، شامل دو دستگاه پله مارپیچ به‌صورت قرینه در قسمت غربی ساختمان و یک دستگاه پله به‌صورت پلکانی (به‌صورت چند پله و اتاقهای بین راه به شکل زیگزاگی) معروف به پله‌های شاهی که به منظور تشریفات ساخته شده است. و از این پله‌ها امکان بالا آوردن سپر نیست تا اگر به این کاخ حمله شد نتوانند از خود دفاع کنند و سربازان این کاخ بتوانند با تیرکمان به راحتی آنها را سرنگون کنند. در زیر پله‌ها نوری گذاشته شده است که نور ان بر روی دیوار مجاورش می‌خورد که اگر کسی در حال بالا آمدن از پله‌ها بود سربازان متوجه شوند و آماده باش باشند.

## نگارخانه

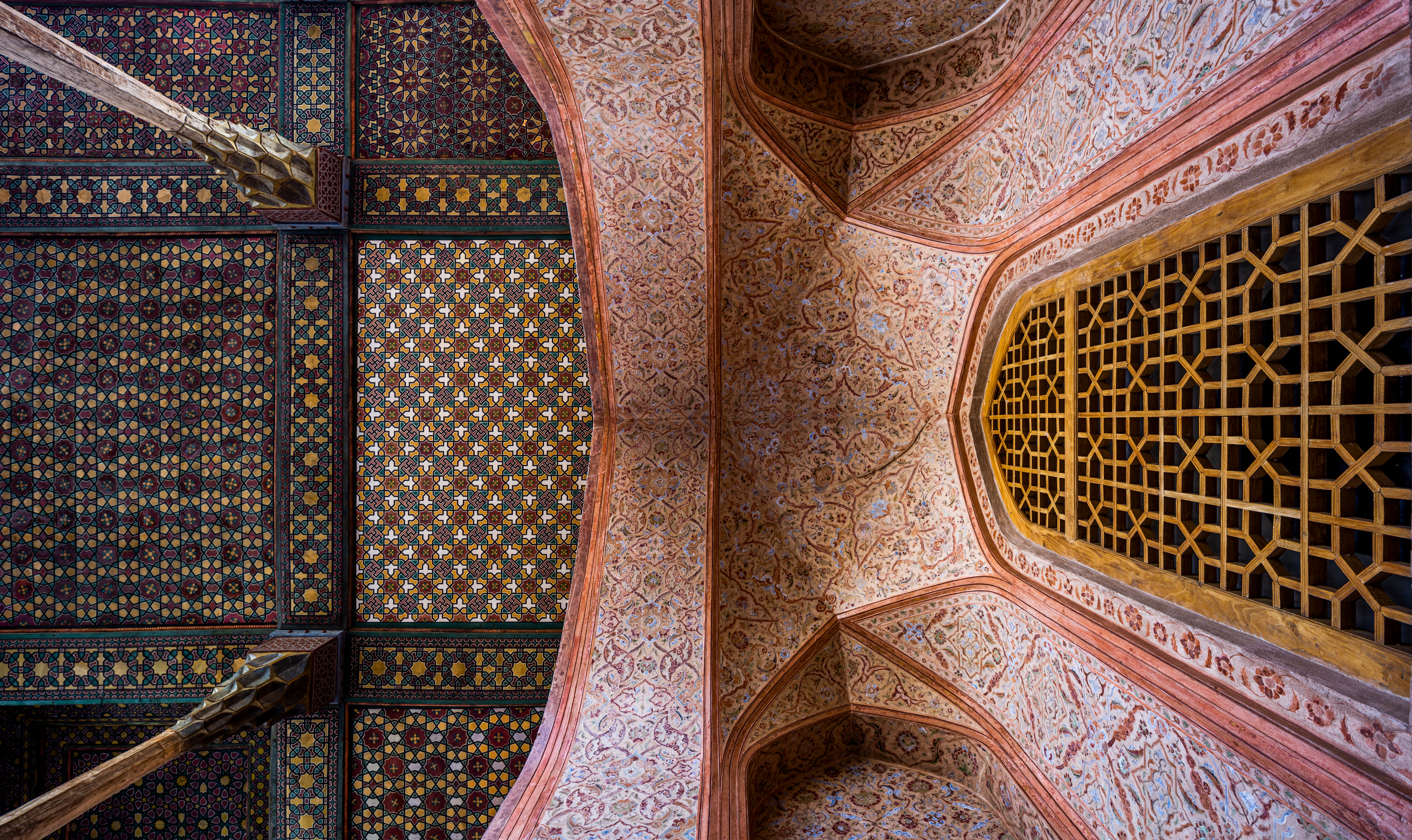
سقف ایوان ستوندار
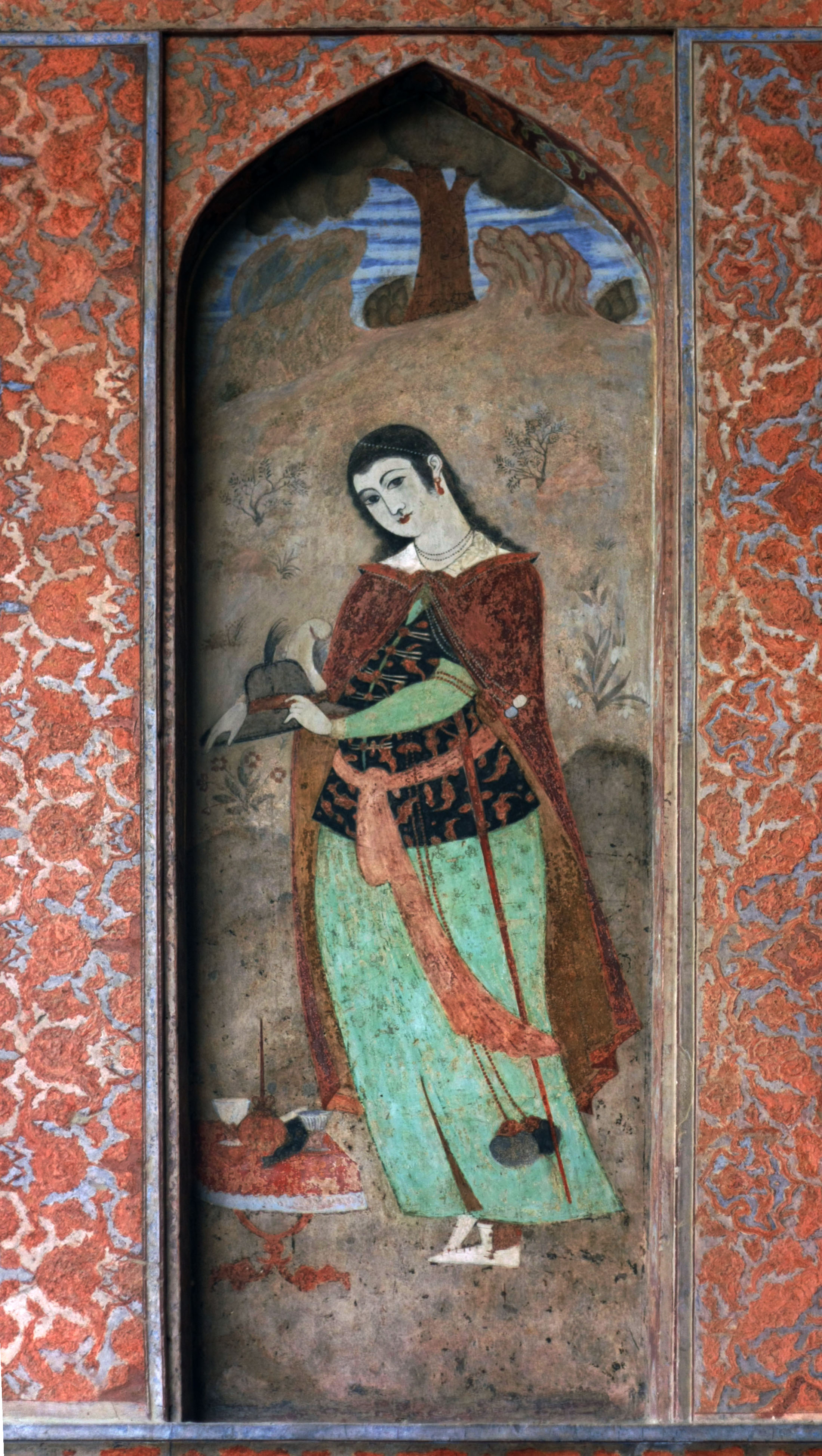
تصویر زنی ایرانی
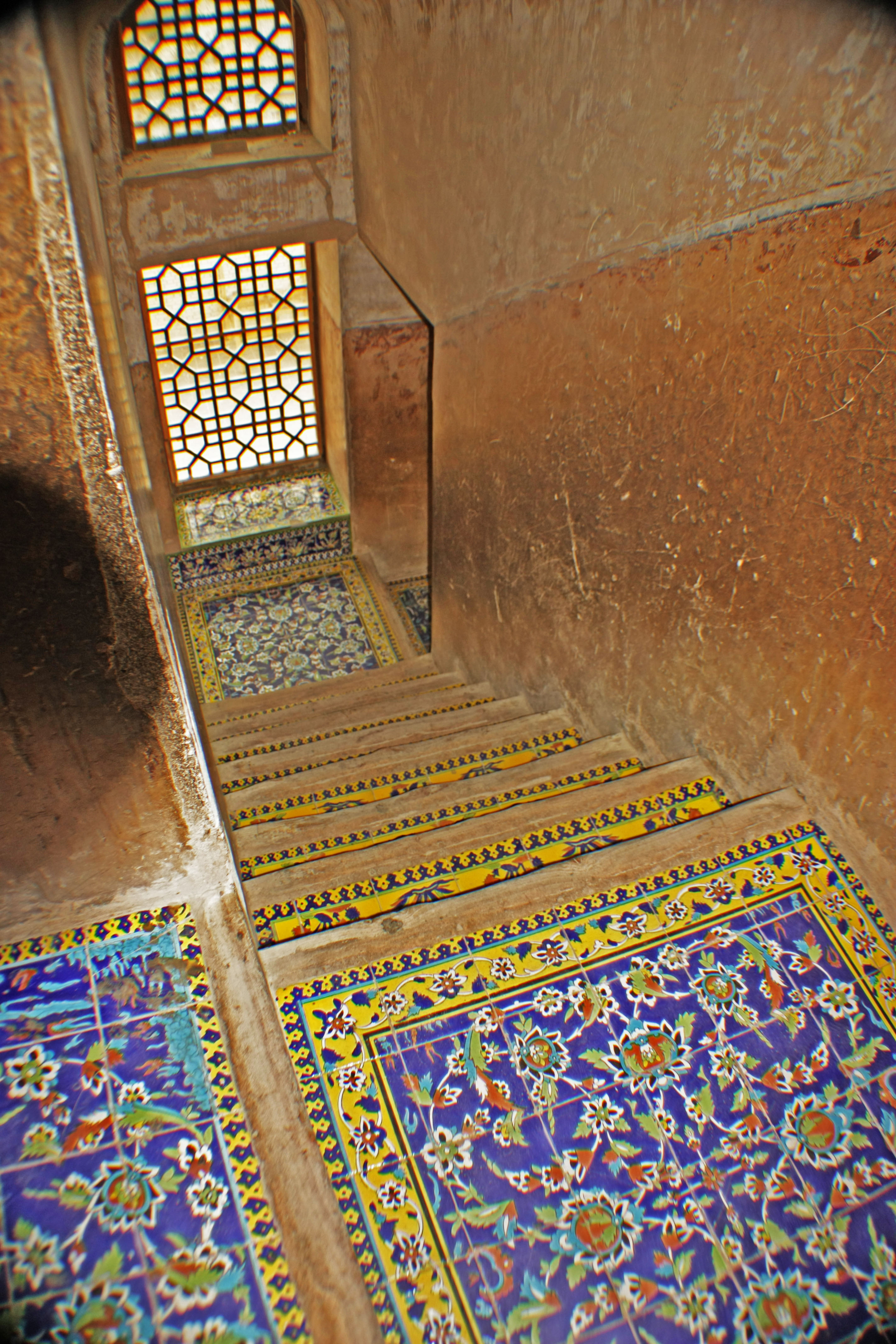
راه پله
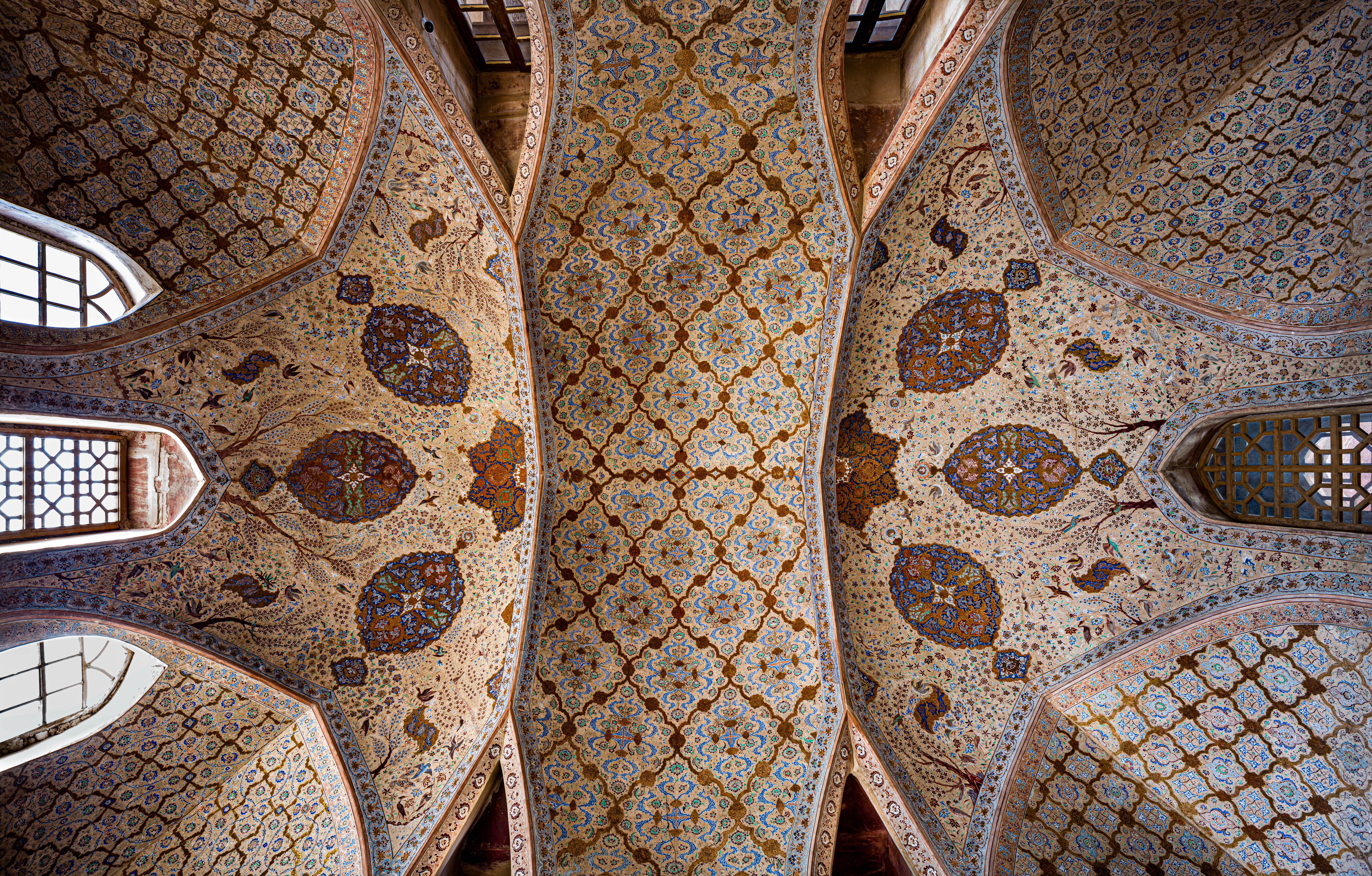
سقف یکی از تالارها